# Акула-янгол аргентинська
Акула-янгол аргентинська (Squatina argentina) — акула з роду акула-ангел родини акулоангелові. Інша назва «аргентинський морський янгол».

## Опис
Завдовжки досягає 1,38 см. Голова широка з шипами. Морда округла. Очі помірного розміру. За ними розташовані великі бризкальця, що у 2,5 рази більше за око. Між очима є виїмка. Біля морди є невеличкі і м'ясисті вусики. Біля ніздрів є згладжені шкіряні вирости. Рот широкий. Зуби маленькі, вузькі, розташовані у декілька рядків. У неї 5 пар зябрових щілин. Тулуб масивний, сплощений. На середній лінії спини є маленькі, майже непомітні шипики. Грудні плавці широкі. Має 2 спинних плавця однакового розміру, розташовані позаду черевних плавців, у хвостовій частині. Анальний плавець відсутній. Хвостовий плавець невеличкий, нижня лопать його більша за верхню.
Забарвлення спини коричневе або фіолетово-коричневе з численними темно-коричневими плямочками. Черево білуватого кольору.

## Спосіб життя
Тримається на глибинах від 50 до 400 м. Воліє до піщаних або мулисто-піщаних ґрунтів. Вдень часто заривається у ґрунт. Активна переважно вночі та присмерку. Полює біля дна, є бентофагом. Живиться дрібною рибою, ракоподібними, головоногими молюсками.
Статева зрілість у самців настає при розмірі в 1 м, самиць — 1,2 м. Це яйцеживородна акула. Самиця народжує до 11 акуленят.
Здатна нанести травму людині при сильному роздратуванні.

## Розповсюдження
Мешкає у південно-західній частині Атлантичного океану — від південного узбережжя Бразилії до Аргентини. Географічно ареал протягається від 19° півн. широти до 58° півн. широти і від 68° зах. довг. до 38° зах. довг.